# ROKS Jinju
Le ROKS Jinju (PCC-763) est une corvette de classe Pohang de la Marine de la république de Corée. Il a été désarmé, offert à la marine égyptienne, et rebaptisé ENS Shabab Misr.

## Historique
La classe Pohang est une série de corvettes construites par différentes entreprises de construction navale sud-coréennes. La classe se compose de 24 navires et certains, après leur déclassement, ont été vendus ou donnés à d'autres pays. Il existe cinq types différents dans la classe, du lot II au lot VI.
Le ROKS Jinju a été construit par Hyundai Heavy Industries à Ulsan et lancé le 12 février 1986. Il a été mis en service le 1er novembre 1986 et désarmé le 31 décembre 2016.
Le navire a été offert par la marine de la république de Corée à la marine égyptienne. Il est arrivé à la base navale d’Alexandrie le 26 octobre 2017. Il a été rebaptisé ENS Shabab Misr (pennant number 1000),.

## Galerie

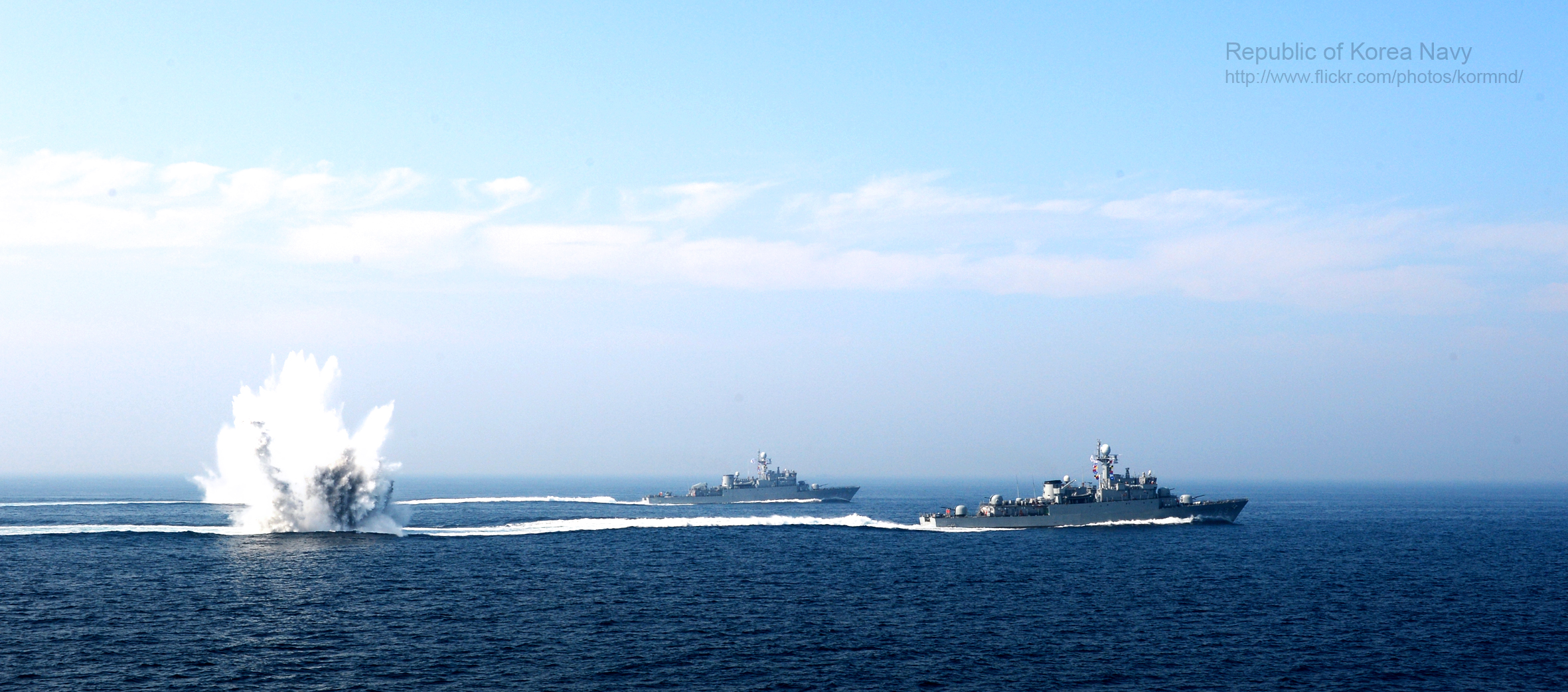
Le ROKS Jinju lors d’un exercice le 24 juin 2013.
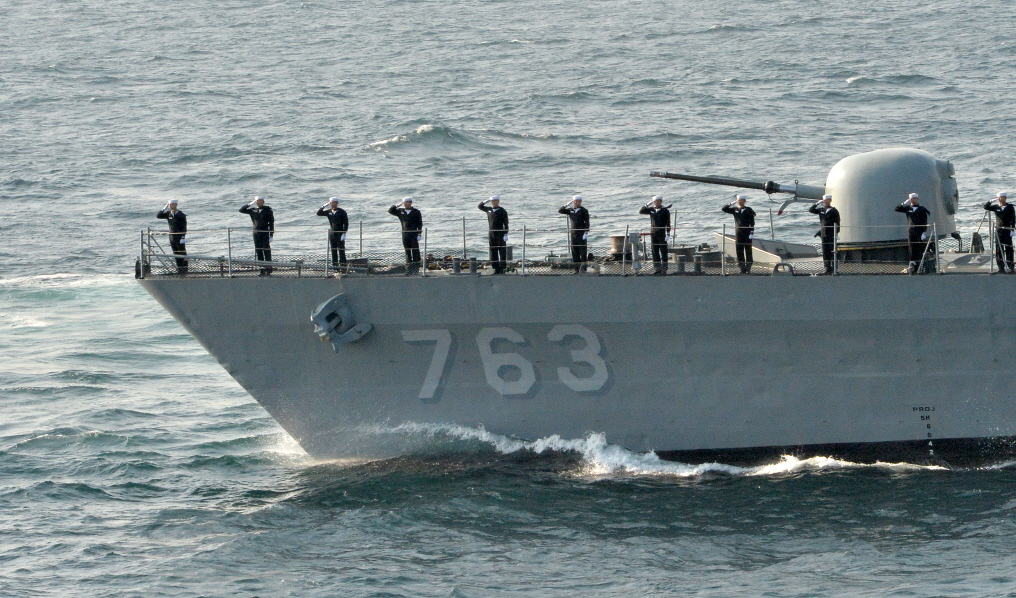
Le ROKS Jinju en route le 19 octobre 2015.
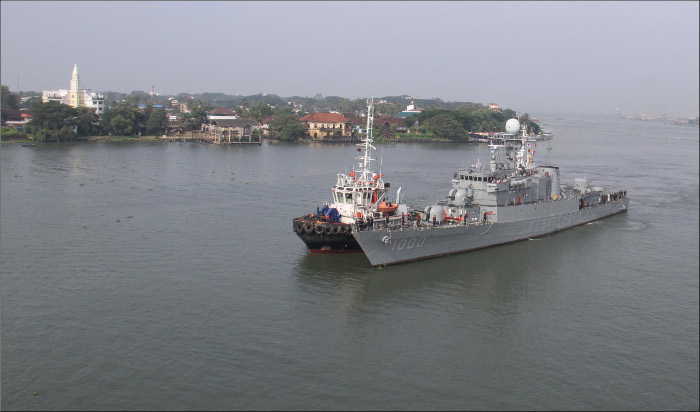
L’ENS Shabab Misr arrive à Cochin le 9 octobre 2017.
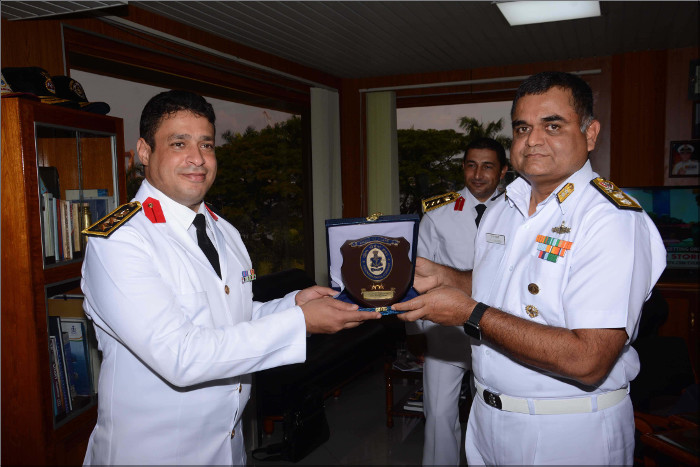
Un contre-amiral de la marine indienne présente un souvenir au capitaine du Shabab Misr le 9 octobre 2017.
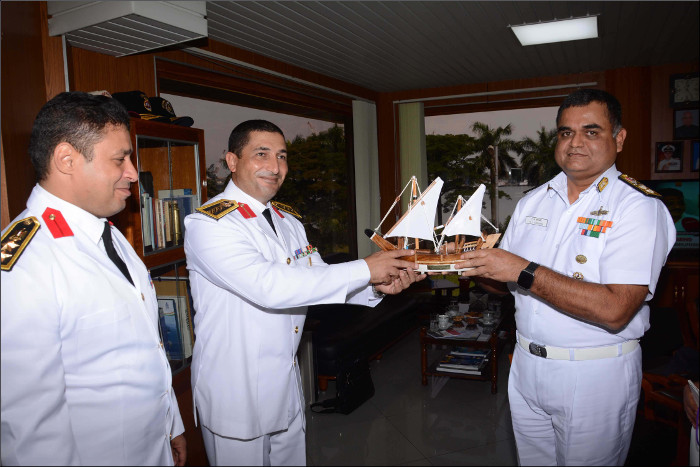
Un contre-amiral de la marine indienne présente un souvenir au capitaine du Shabab Misr le 9 octobre 2017.
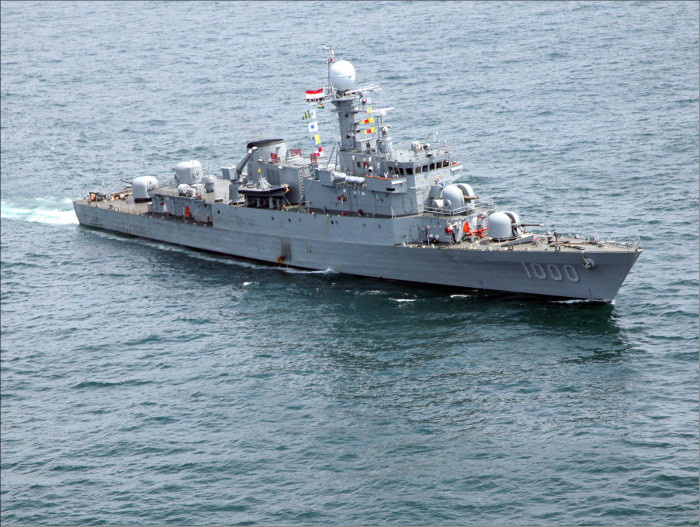
L’ENS Shabab Misr part de Cochin le 11 octobre 2017.